# La bella di Memphis
La bella di Memphis (The Memphis Belle: A Story of a Flying Fortress) è un documentario del 1944 diretto da William Wyler.